# Festuca christianii-bernardii
Festuca christianii-bernardii är en gräsart som beskrevs av Michel François-Jacques Kerguélen. Festuca christianii-bernardii ingår i släktet svinglar, och familjen gräs.
Artens utbredningsområde är Frankrike. Inga underarter finns listade i Catalogue of Life.